# Hiperplàsia suprarenal congènita per deficiència de 21-hidroxilasa
La hiperplàsia suprarenal congènita per deficiència de 21-hidroxilasa (CAH) és un trastorn genètic caracteritzat per una alteració de la producció de cortisol a les glàndules suprarenals.
És la forma més freqüent d'hiperplàsia suprarenal congènita (HSC). Aquest dèficit té una prevalença del 90-95% de la població afectada per la HSC.
L'enzim 21-α-hidroxilasa, el citocrom microsomal p450, és l'encarregat de dur a terme la regulació de la hidroxilació de progesterona a desoxicorticosterona, la qual és precursora d'aldosterona, i de 17-hidroxiprogesterona a 11-desoxicortisol, que forma cortisol.

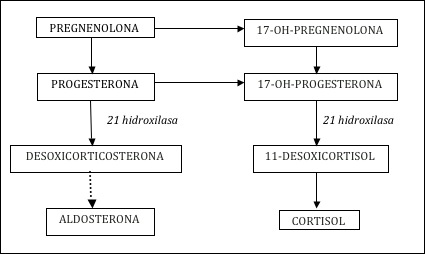
Esquema de les reaccions catalitzades per l'enzim 21-OH

El bloqueig de la síntesi de cortisol i aldosterona, causat pel dèficit enzimàtic, provocarà una acumulació d'andrògens, entre els quals testosterona. La superproducció d'aquesta hormona sexual masculina provocarà l'aparició de caràcters masculins en nenes i la masculinització prematura en nens.

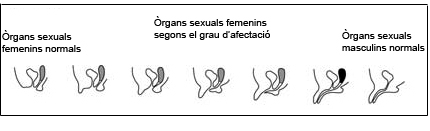
Òrgans sexuals femenins anormals degut a la deficiència de l'enzim 21-OH

La deficiència de 21-hidroxilasa és causat per diverses mutacions al gen CYP21 del cromosoma 6. Aquest gen presenta dues formes: activa (CYP21A2) i inactiva (CYP21A1P). La recombinació d'aquestes dues formes causen mutacions diverses. Depenent d'aquestes s'observen diferents fenotips i per tan diferents graus d'afectació.